# Tatra K2
Tatra K2 сочленённый трамвай, производимый ЧКД с 1966 до 1983, первый в ряду сочленённых трамваев ЧКД. Произведён на базе экспериментального K1 с электрическим оборудованием от T3. Прототип выехал из цеха в 1966 году под номером 7000. Небольшой промежуток времени вагон ездил по Праге, затем был перевезён в город Мост, а затем в Брно. Серийное производство K2 началось в том же году. Большинство вагонов эксплуатируются по сей день, хотя многие модернизированы. Вагон был оборудован четырьмя тяговыми электродвигателями ТЕ 022. Токосъём у Tatra-K2 осуществлялся при помощи пантографа. Новосибирск стал первым городом в СССР, получившем чешские сочленённые вагоны. Модернизация K2 в Брно — крупнейший заказчик этого типа вагонов — включала в себя полную переделку передней части и обновление электронного оборудования. Модернизированные машины получили наименование K2R, где буква R означает «реконструированный».

## Модификации

### K2SU
K2SU — это версия K2, выпускавшаяся с 1966 по 1969 год для Советского Союза. Было выпущено 246 вагонов. Единственный сохранившийся на сегодняшний день вагон K2SU — музейный вагон № 300 в Екатеринбурге (Музей истории развития трамвайно-троллейбусного управления Екатеринбурга), восстановленный в 1998 году.

### K2YU
Единственный город в Югославии, куда поставлялись K2 — Сараево. Вагоны K2YU практически не отличались от исходной модели, но одно заметное отличие есть: пантограф установлен не над передней, а над задней тележкой. Изготавливались на протяжении 1973—1983 годов.

## Производство
Всего было произведена 571 единица, работающие в следующих городах:
|                            | Город          | Года поставки | K2  | K2SU | K2YU |
| -------------------------- | -------------- | ------------- | --- | ---- | ---- |
| Флаг Чехословакии          | Братислава     | 1969—1983     | 89  | 0    | 0    |
| Флаг Чехословакии          | Брно           | 1967—1983     | 132 | 0    | 0    |
| Флаг СССР                  | Свердловск     | 1967—1969     | 0   | 20   | 0    |
| Флаг СССР                  | Москва         | 1967—1969     | 0   | 60   | 0    |
| Флаг СССР                  | Новосибирск    | 1966—1969     | 0   | 36   | 0    |
| Флаг Чехословакии          | Острава        | 1966—1983     | 10  | 0    | 0    |
| Флаг СССР                  | Ростов-на-Дону | 1968          | 0   | 5    | 0    |
| Флаг СССР                  | Куйбышев       | 1967—1969     | 0   | 35   | 0    |
| Флаг Югославии (1945—1991) | Сараево        | 1973—1983     | 0   | 0    | 90   |
| Флаг СССР                  | Тула           | 1969—1978     | 0   | 19   | 0    |
| Флаг СССР                  | Уфа            | 1968—1969     | 0   | 35   | 0    |
| Флаг СССР                  | Харьков        | 1968          | 0   | 40   | 0    |
|                            |                | Всего         | 231 | 250  | 90   |

## Фотографии

Tatra K2
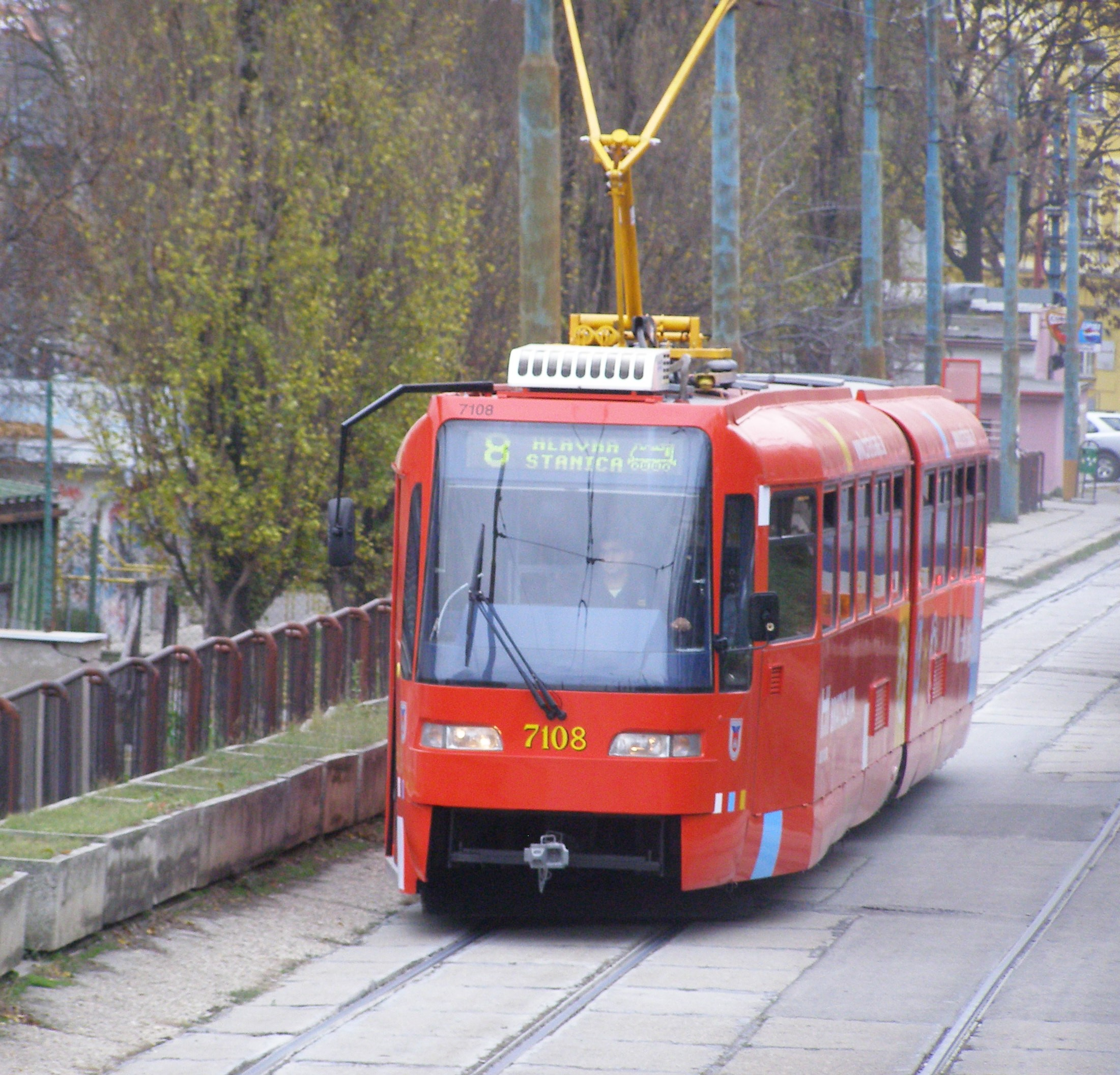
Модернизированный K2 в Братиславе
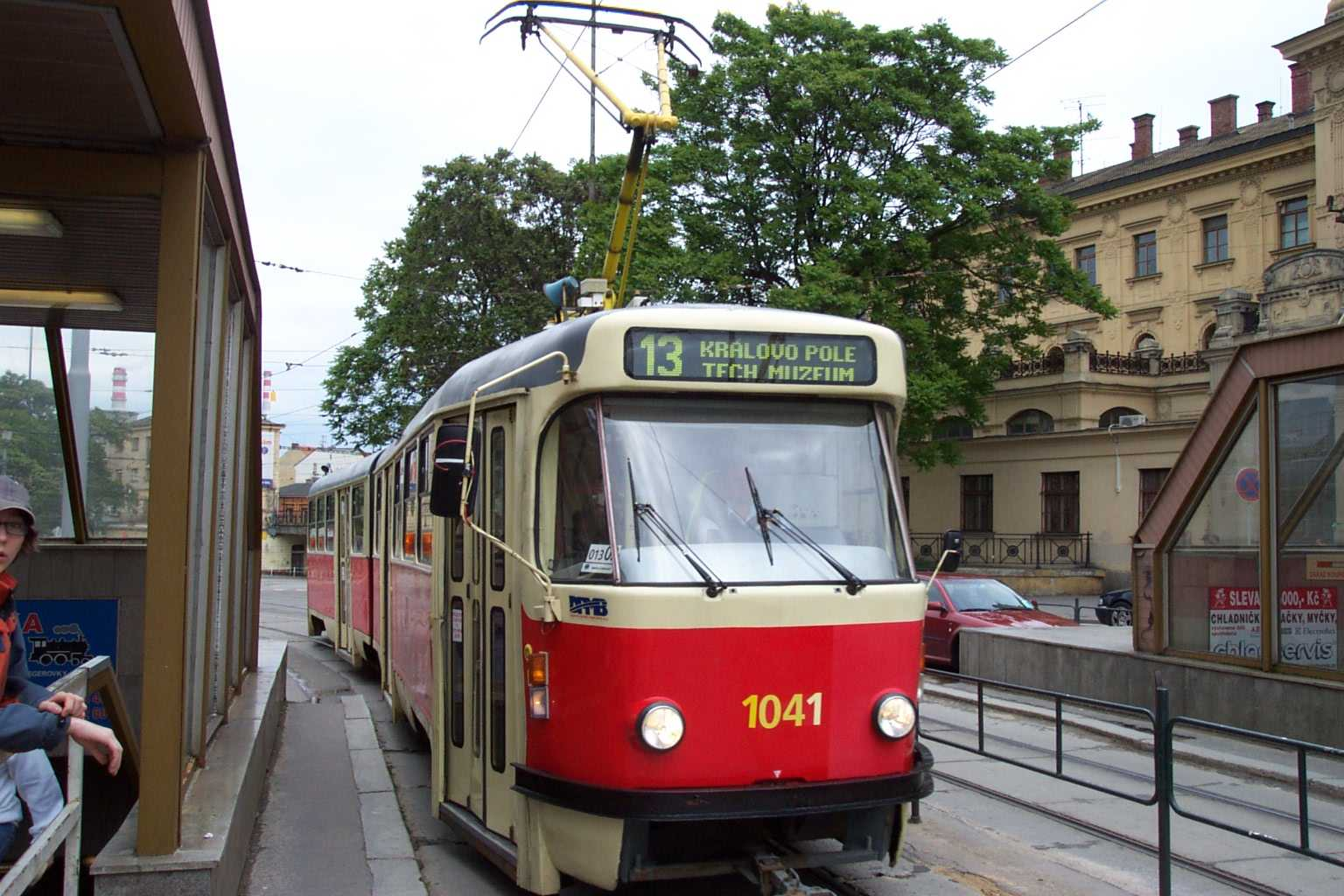
Вагон K2 в Брно
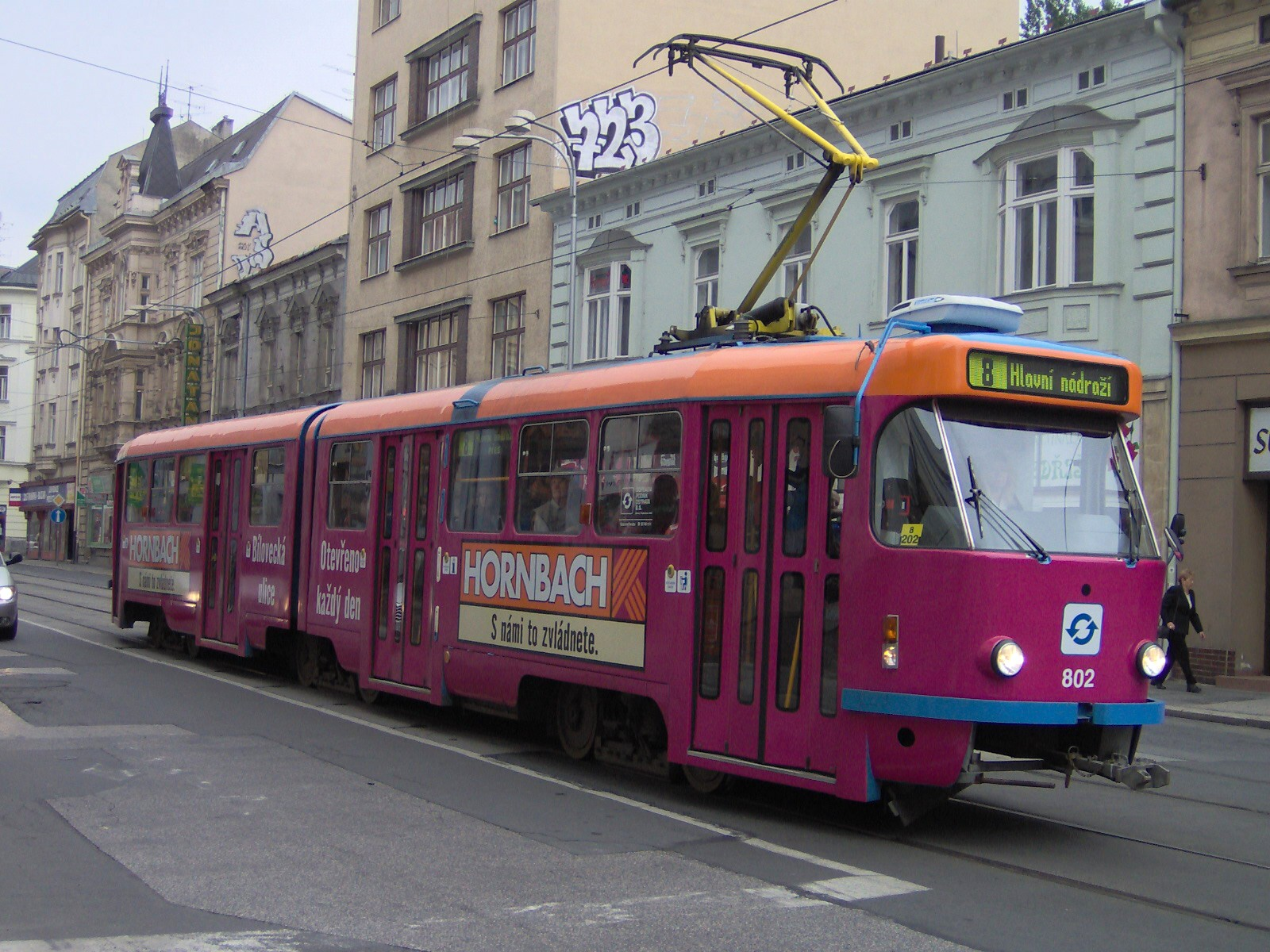
K2R в Остраве
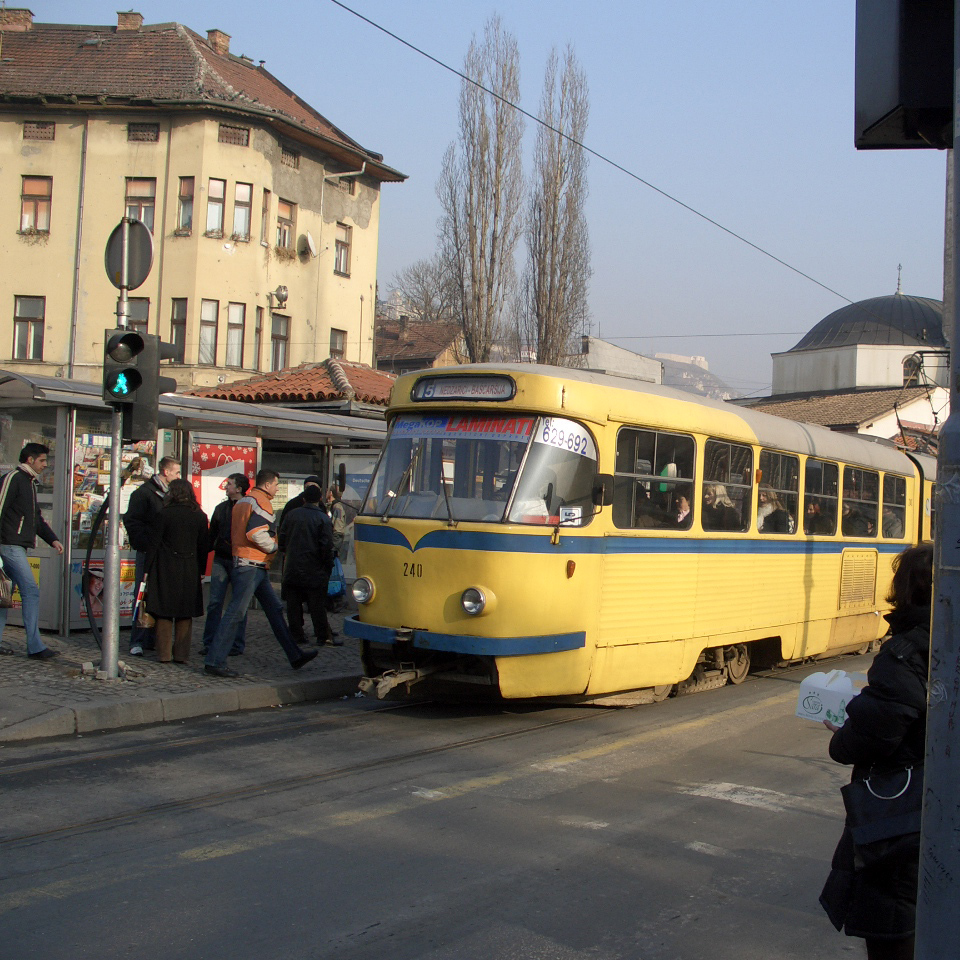
Вагон K2YU в Сараево